# The Warriors (videojuego)
The Warriors es un videojuego de 2005 producido por la compañía Rockstar Games y desarrollado por Rockstar Toronto para PlayStation 2, Xbox y PlayStation Portable. El juego está basado en la película de mismo nombre de 1979, la cual estaba basada a su vez en la novela homónima de 1965 escrita por Sol Yurick.

## Argumento

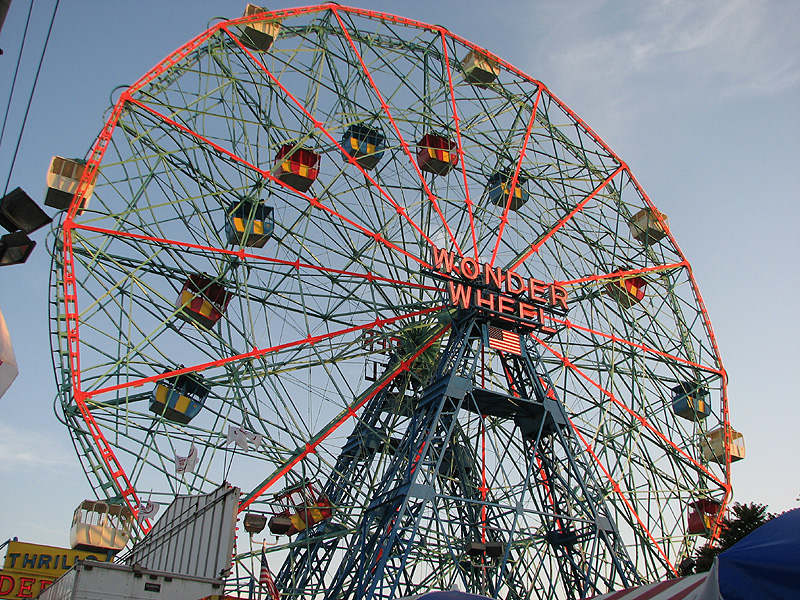
Al inicio de la trama, lo primero que puede observarse —al igual que en la película— es la Wonder Wheel, en Coney Island, mostrándose en un ambiente nocturno, siendo este lugar un territorio habitual de los Warriors.

La trama empieza tres meses antes de la reunión de Cyrus, jefe de la banda de los Riffs, cuando vemos que los Warriors (formados por Cleon, Vermin, Swan, Cowboy, Ajax, Snow, Cochise y Fox) hacen miembro a Rembrandt. Tras la iniciación de Rembrandt, estando en el cuartel, Vermin lo lleva a buscar algo de flash, y una vez de vuelta en el cuartel, los Destroyers, eterna banda rival de los Warriors, tiran una bomba molotov en la ventana del cuartel, por lo que Cleon busca al resto de los Warriors en los callejones traseros y ya reunidos, los Warriors pelean con los atacantes Destroyers y vencen en el combate, pero al volver a casa, ven un grafiti de los Destroyers en su cuartel. Por lo que Rembrandt pinta en todas las marcas de East Coney esa misma noche, incluyendo el enorme grafiti del cuartel de los Destroyers. Luego, un recluta llamado Ash ingresa, por lo que Vermin y Snow lo llevan a un cabaret, y en el viaje, ocurre un apagón en Riverside lo que genera un tumulto. Una vez finalizado este disturbio, tratan de volver a Coney pero sin embargo se topan con los Baseball Furies, pero Ash, Snow y Vermin salen con vida de esa y vuelven a Coney Island. Así vemos cómo los Warriors se hacen poderosos poco a poco en pequeños trabajos y concursos.
Un día, estando en el cuartel, los Warriors escuchan en la radio una noticia en la que una banda llamada los Orphans dicen haber derrotado a los Warriors, por lo que Cleon, enfurecido, lleva a Fox y a los reclutas a pelear contra dicha pandilla. Luego destruyen el auto de Sully, líder Orphan, y vuelven a su territorio satisfechos por haber hecho valer su reputación. Unos días más tarde, Rembrandt lee un panfleto sobre un concurso grafitero auspiciado por Scopes, en el cual participan Luna-51 (de los Moonrunners), Beckman (de los Electric Eliminators) y C-Style (de los Panzers). Una vez en el Soho, Rembrandt gana el evento, pero se enteran de que era una trampa realizada por los Hi-Hats, los cuales dejan inconsciente a Scopes y comienzan a atacar sin pausa, lo que provoca que el grupo escape y se venguen destruyendo por completo la galería de Chatterbox. Luego le dan libertad condicional a un puertorriqueño miembro de la banda de los Hurricanes llamado Sánchez, el cual les debía dinero a los Warriors desde hace un año, por lo que Ajax, Snow, Cochise y Rembrandt lo buscan en Spanish Harlem, y tras la ardua pelea con los Hurricanes en Stripes And Solids, Sánchez es acorralado por los Warriors en una azotea, y este les paga una parte del dinero, pero Ajax, enfurecido, lo asusta en el techo y Sánchez cae y se impacta con un auto en la caída, falleciendo al acto.

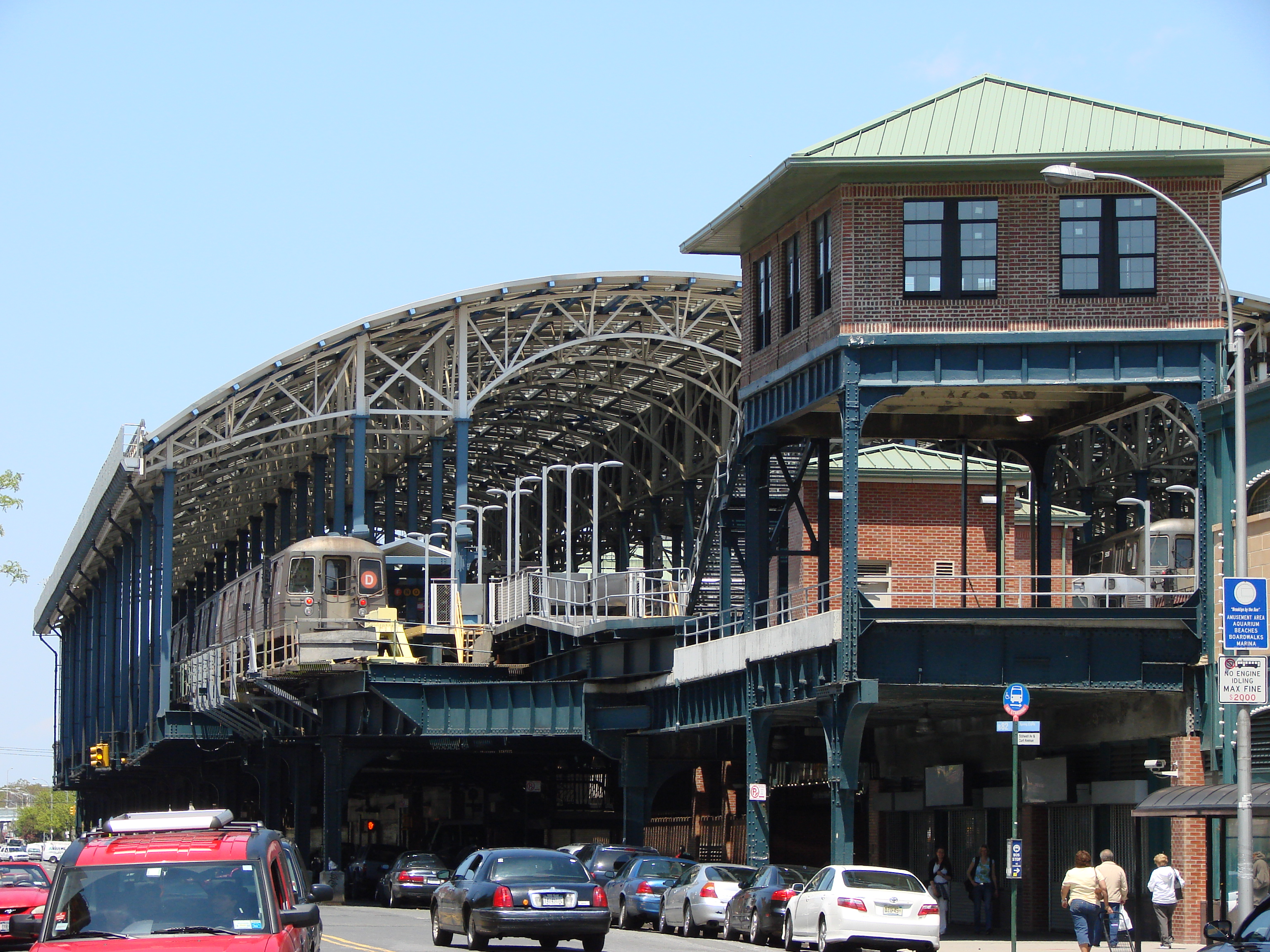
La estación de metro Coney Island–Avenida Stillwell es la estación más cercana al territorio de los Warriors, siendo esta misma utilizada por la pandilla para transportarse hacia todos sus destinos lejanos.

Luego los Hi-Hats quieren saldar cuentas con los Warriors, por lo que estos defienden su territorio y matan a su jefe, Chatterbox. Días más tarde atacan los Destroyers, dando muerte a Ash, y tienden una trampa a Cleon y a Swan. En esa misma noche, todo pero absolutamente todo miembro Destroyer es asesinado por los Warriors, los cuales atacaron con todas sus fuerzas (llevando a todo Warrior a la pelea) y posteriormente Cleon mata a Virgil, su jefe, al arrojarle una bomba molotov. Luego los Warriors se topan con los Turnbull AC's en Pelham, matando a Birdie, su minusválido teniente, el cual muere en manos de Cochise cuando le lanza una botella y este cae a un canal. Tras ayudar a la banda de los Saracens a tenderles una emboscada a los Jones Street Boys, los Warriors son invitados a asistir a la reunión de Cyrus. Y dos días antes de la reunión, Rembrandt, Fox y Snow se topan y luchan con los Moonrunners, debido a que Rembrandt estaba pintando trenes en su territorio. Pero se salvan y ya su nombre es conocido en todo Nueva York.
Llegado el día de la reunión, se juntan todas las bandas poderosas de Nueva York, y en la mejor parte del discurso que está dando Cyrus, Luther, el descerebrado jefe de los Rogues que antes había matado a un policía en Pelham y lanzó a la poli contra todas las bandas que estaban en el lugar, le dispara con un revólver Colt. 45 y acusa a Cleon, jefe de los Warriors, de haberlo matado él, por lo que los Gramercy Riffs lo matan de una soberana paliza. Luego los Warriors se irán topando con los Baseball Furies, los Turnbull AC's, las Lizzies, los Orphans (no invitados en la reunión, y los atacaron porque los Warriors secuestraron a Mercy, posteriormente Swan lanza un cóctel molotov al coche de Sully y lo hace estallar) y los Punks. En el transcurso de la acción Ajax es arrestado y Fox es asesinado por un policía que lo arroja a las vías del tren (posteriormente es atropellado por el mismo). Al final nombran de jefe a Swan para conseguir volver a Coney Island, su territorio, con todas las bandas de la ciudad (59.880 soldados, excluyendo a los 120 integrantes de los Warriors) en su contra y armados hasta los dientes. Al final, Swan atrae a los Rogues hasta la playa y clava una navaja en el brazo de Luther, apareciendo de pronto los Riffs, los cuales ya saben quién mató realmente a Cyrus y se vengan por ello. Al final Swan, Rembrandt, Snow, Cowboy, Vermin y Cochise vuelven al cuartel Warrior con Mercy, la exnovia de Sully, el jefe de los Orphans.

## Personajes
- Cleon — ex- Destroyer, «jefe de guerra» de los Warriors. Después de la muerte de Cyrus, Cleon es apaleado por los Riffs por la falsa acusación de Luther. Era un líder decidido y muy fuerte que siempre luchaba por la reputación de los Warriors.
- Vermin — ex-Destroyer, segundo integrante de los Warriors, y mano derecha de Cleon, es experto robando y destruyendo.
- Swan — ex-Destroyer, teniente de los Warriors (después de la muerte de Cleon, es el nuevo «jefe de guerra»). Es un hombre de acción.
- Cowboy — teniente de los Warriors. Él, junto con Swan, ingresan a los Warriors tomando el control de Coney Island, ya que eran muy amigos y Swan pone como condición para entrar a los Warriors que también entre Cowboy.
- Snow — soldado de los Warriors, ingresó con Ajax tras ir a buscar unas mujeres, es un soldado muy aguerrido (probablemente sería el segundo al mando cuando Swan se convierte en jefe de guerra).
- Ajax — soldado de los Warriors, ingresó con Snow en los Warriors y está obsesionado con el sexo. Se acuesta con la novia de LC, el yonqui de los Destroyers. Acaba separándose del grupo y es arrestado por una policía a la que quería besar. Era el Warrior más fuerte.
- Fox — explorador de los Warriors, ingresó en éstos gracias a su ingenio en Chinatown. Muere atropellado por un tren, era el Warrior más inteligente.
- Cochise — nació en Harlem y para ingresar en los Warriors tuvo que robarle a un Bopper llamado Big Moe un sombrero este acto fue el que hizo que los warriors le dieran mucho respeto. Sus técnicas de combate suelen estar basadas en el Karate, es el Warrior más ágil.
- Rembrandt — el miembro más novato de los Warriors, es un grafitero nato e ingresó tres meses antes de la reunión de Cyrus. Llamado así por su arte en los grafitis cuando ganó la competición en SoHo. Logra sobrevivir tras el llamado de los Riffs.
- Ash — ingresó unos días más tarde que Rembrandt y padece de claustrofobia; intenta imitar a Ajax, pero su mala suerte le hace caer en las manos de los Destroyers, que lo acaban matando de una paliza. Era el mejor amigo de Vermin.

## Sistema de juego

Mapa del metro de Nueva York, mostrando solo el servicio nocturno de este. En el juego, este mapa sirve para diversas cosas, entre ellas, realizar misiones ya completadas y saber los territorios de bandas ajenas.

The Warriors, a diferencia de los Grand Theft Auto, no permite coger vehículos, pero sí hacer otras cosas como atracar tiendas, robar radios de coches, aparte de tener unos gráficos superiores a la saga Grand theft Auto. Esto es debido a que en Grand Theft Auto se tiene un mayor mapeado lo cual en consecuencia se disminuyen los gráficos. The Warriors es un poco más avanzado en gráficos, jugabilidad, cosas que puedes hacer, en armas blancas, en combate cuerpo a cuerpo y realismo, debido a que el mapeado es más pequeño. También puedes arrojar a personas a las vías del tren (en Grand Theft Auto IV en las vías del metro también se puede). En este juego se pueden coger botellas, palos, machetes, trozos de tubería, sillas, radios, bolas y tacos de billar, cócteles molotov, etc. También este juego permite un modo para dos jugadores, haciendo así las misiones más fáciles; también se pueden hacer minijuegos, como el modo «Batalla», en el cual se tiene a disposición una serie de distintos tipos de enfrentamientos y competiciones, como «Uno contra uno», «Batalla campal» (cinco pandilleros por bando), «Ejército» (nueve pandilleros por bando), «Spray», en el cual se debe completar un grafiti antes que el rival, etc. En este modo, se puede elegir entre el modo «Jugador 1 contra el ordenador» o «Jugador 1 contra jugador 2», excepto en «Llevar a Mercy», que es exclusivo para dos jugadores.
El juego además permite hacer misiones anteriores a la narración propiamente dicha para ver cómo se unieron algunos miembros a la banda o ver cómo se creó la misma.

### Bandas
The Warriors: El jefe es Cleon y su barrio es Coney. Vestidos con chalecos rojos como uniforme y llevan su nombre y su logo es una Cobra con llamas, aunque en la película era una Calavera con plumas, simulando a las tribus nativo-americanas, en la espalda. Sus fundadores son Cleon y Vermin, tras ser traicionados por Virgil, jefe de los Destroyers, banda de la que formaban parte. Así formaron los Warriors, una banda que generalmente se distingue en los concursos de grafitis, sobre todo en el del SoHo, que ganó Rembrandt. Cuando atrapan a Cleon, lo reemplaza Swan, otro guerrero poderoso de esta banda.
Destroyers: Una banda de borrachos y drogadictos liderada por Virgil y LC como segundo al mando, dominaban todo Coney Island, pero después Cleon consigue parte de Coney Island y los Destroyers solo tenían East Coney Island. Cleon y Vermin pertenecían a los Destroyers, pero el paranoico de Virgil les tiende una trampa según la cual, según Virgil, Cleon y Vermin tenía que entregar un paquete a los Satan's Mothers que era de flash pero gracias a que LC lo cambió por detergentes, los Satan's Mothers casi matan a Cleon y Vermin. Poco después Swan también sale de los Destroyers.
Eran los enemigos mortales de los Warriors, pero al final todos los Warriors acaban a todos los Destroyers, ya estando furiosos los Warriors, tras haber hecho un atentado los Destroyers en Coney Island. Los Destroyers son aniquilados incluyendo a Virgil que muere por una bomba Molotov que le lanza Cleon.
Jones Street Boys: Banda que trafica con la policía corrupta. Su jefe de guerra es Knox y su mano derecha se llama Harry. Son buenos mecánicos de coches ya que poseen un taller mecánico y están en guerra con los Saracens (una banda aliada de los Warriors). Su uniforme es amarillo con rayas negras. Son unos «niños de mamá» que solo quieren ganar dinero y reputación. Su territorio es Bensonhurst.
Savage Huns: Banda de Chinatown, experta en las artes marciales y que controla todo el negocio gracias a su contable. Se podría decir que es como una mafia china. Su jefe es Ghost, que nunca habla. Son muy fuertes. Su uniforme es camisa verde, pantalones negros y unos zapatos utilizados para las artes marciales.
Hi-Hats: Banda de Soho que se visten como mimos y son enemigos mortales de los Electric Eliminators. Su jefe es Chatterbox, un narcisista tartamudo cuyos complejos de grandiosidad (como puede verse en su galería) no tienen fin. Lo único que comparte con sus soldados es la afición a pintarse la cara. Su maquillage hace referencia al asesino en serie John Wayne Gacy también conocido como "Pogo el Payaso". Muchas de las obras de Chatterbox están inspiradas en obras de arte reales (la Mona Lisa, El David de Miguel Ángel, El pensador, etc.). Después de su muerte, su hermano Crackerjack asume el bando de los Hi-Hats.
Punks: Banda de Manhattan que frecuenta el metro y tienen un violento encontronazo con los Warriors en la estación de Unión Square (Manhattan). Llevan overoles y camisas manga larga, representando a la clase obrera, y su líder Vance acostumbra llevar patines. Al parecer comparten su territorio con Las Lizzies.
Lizzies: Banda femenina de Manhattan que utiliza su encanto para atraer a otras bandas masculinas. En este caso, llevaron a los Warriors a su cuartel para así poder matarlos por el asesinato de Cyrus.
Panzers: Banda que van vestidos con uniformes militares y llevan boinas rojas. Suelen participar en concursos de grafitis. Esta banda coincide con los Warriors en el concurso de grafitis del SoHo. Su territorio es Washington Heights y son enemigos de los Amsterdam All-Stars.
Electric Eliminators: Banda que participa en concursos de grafitis y les encanta bailar break dance. Llevan una deslumbrante chaqueta de color amarillo con una camiseta interior morada con su logo, pantalones vaqueros rotos y zapatillas moradas, y son los eternos rivales de los Hi-Hats. Su símbolo es una calavera atravesada por un rayo.
Baseball Furies: Banda de Riverside. Ninguno de sus integrantes habla. Su jefe es Cobb, quien venció a las bandas más grandes y poderosas de la ciudad y es uno de los mejores luchadores. Es el personaje más fuerte del juego ya que sus golpes les hacen mucho daño a sus rivales. Él es quien se viste como cácher y lleva como arma dos bates de béisbol atados; su maquillaje está basado en la calavera del grupo The Misfits. Aunque no figura en la película, en el videojuego aparece al centro de una plaza donde los Warriors son rodeados, bateados y peloteados y se tienen que defender. Su banda lleva la cara pintada de forma parecida a la banda Kiss, pero en varios colores, todos llevan como armas bates de béisbol y van vestidos como jugadores de béisbol profesionales, ya que son buenos jugadores de este deporte. Es la banda más peligrosa del juego e incluso los Riffs les temen.
Moonrunners: El territorio de estos grafiteros es Pelham, pero su hogar son las cocheras. Aunque peleando individualmente son débiles, no dudan en defender sus trenes, paredes y territorio. Usan en ocasiones sprays de pintura para cegarte. Son enemigos de los Van Cortlandt Rangers.
Satan's Mothers: Banda de moteros muy peligrosos y fuertes, celosos de su reputación. Uno de sus jefes de guerra es Spider. Su mano derecha se llama Tiny. Estos son eliminados por Vermin y Cleon cuando Virgil, el jefe de los Destroyers, les traiciona. Visten con chalecos de cuero negro. Los Satan's Mothers trafican con flash y navajas. Su territorio es Sheepshead Bay y son enemigos de los gladiators.
Boppers: Banda de Harlem formada por afroamericanos que se dedican al proxenetismo. Hay 2 miembros femeninos que son prostitutas. Sus integrantes van de lila y todos llevan sombreros. Su jefe de guerra es Big Moe. Son enemigos de los Judas Bunch.
Hurricanes: Banda puertorriqueña de East Harlem, lucen sus tatuajes y visten con sombreros Panamá. Todos son una familia y te los encuentras en la misión Adiós Amigo, donde debes perseguir a un miembro de ella. Los primos Vargas y Diego son sus jefes y otro miembro importante es Sánchez, quien muere cuando Ajax lo asusta en la azotea de un edificio y este cae. Se ve que impacta con un auto al caer. Son enemigos de los Wizard.
Riffs: Su jefe es Cyrus y propone que todas las bandas se unan para controlar la ciudad. Son la banda más importante de Nueva York. Cyrus anuncia que hay 60.000 pandilleros y solo 20.000 policías en la ciudad. Así que quiere controlar la ciudad de Nueva York, pero el jefe de la banda Rogues (Luther) le dispara e inculpa a los Warriors. Su territorio es el Bronx.
Turnbulls A.C.: Banda de anarquistas muy violenta con estética Skinhead. Toda la banda lleva la cabeza rapada y un chaleco de jeans, y uno de sus tenientes es Birdie, que siempre lleva una pistola encima porque es minusválido,y muere asesinado por Cochise (debido a que Birdie ordenó a sus hombres golpear salvajemente a Fox y Snow cuando huían al Red Devil) cuando le lanza una botella y este se cae a un zanjón. Tienen una gran reputación como «banda violenta». Incluso los Riffs le temen a esta banda. Después de la muerte de Cyrus, los Warriors se adentran en su territorio tratando de huir, pero son perseguidos por unos Turnbulls arriba de un bus pero logran huir en el tren. Su territorio es Gunhill y rivalizan con los Gun Hill Dancers.
Rogues: Banda de marginados e impredecibles, caótica y muy peligrosa. Su jefe, Luther, el asesino de Cyrus, es un desequilibrado mental (mata porque «disfruta haciendo cosas así»). Visten chaquetas vaqueras, aunque su vestimenta es una mezcla entre motociclistas de los 50 y "metalheads". En realidad su número es desconocido pero en la película aparecen los 9 integrantes invitados de esta banda. Son eliminados por los Riffs después de que Swan clava un cuchillo en el brazo a Luther y lo deja inmovilizado. En el juego, cuando aparecen los créditos finales, aparecerán los Riffs peleando con los Rogues y tú manejarás a Masai, parte que revela lo que pasa con los Rogues al final del juego y de la película.
Saracens: Banda muy fuerte que cuenta con miembros musculosos y está en guerra con los Jones Street Boys. Son aliados de los Warriors y su jefe de guerra es Edge. Los Saracens son capaces de eliminar a una banda entera si es necesario, lo que les ha hecho ganar el respeto de todas las bandas de Nueva York y sobre todo de los Riffs. Su territorio es Bensonhurst.
Van Cortlandt Rangers: Pandilla no muy conocida que se caracteriza por ir con camisas de rayas negras y blancas con pantalones lila y, algunos, una cinta blanca en la frente. Es frecuente su presencia en concursos de grafitis, y son enemigos mortales de los Moonrunners. Su territorio es el Van Cortlandt Park, que a decir verdad es un nombre ficticio, en realidad se trata del Pelham Bay Park.
Judas Bunch: Banda árabe solo son mencionados en el videojuego y aparecen en la portada detrás de Cleon. Su territorio es Harlem y son enemigos de los Boppers.
Orphans: Su líder, Sully, es un fracaso y ninguna banda los toma en cuenta. Intentan imponerse a los Warriors cuando ellos deben cruzar Tremont (la zona de los Orphans), pero estos los derrotan fácilmente. Son los más débiles y fáciles de vencer del juego.
Su vestimenta es muy simple: pantalones de jean generalmente y una camiseta verde con su logo en la espalda.
Amsterdam All-Stars: Banda de Manhattan que son dueños del circo All Americans están en guerra con los panzers se visten con ropa celeste similar a los destroyers. Aparecen en la reunión de Cyrus.
The Wizards: Aparecen en la reunión de Cyrus, son enemigos de los Hurricanes. Su territorio es Manhattan pero no se sabe que zona con exactitud. Van vestidos con chaleco amarillos y su logo es un águila dorada. Aparece el cameo de uno de sus miembros en la película.
Gun Hill Dancers: Los enemigos de los Turnbulls A.C., su zona es el Gun Hill Road. Se supone que los warriors cruzan su barrio en la escapada de los turnbulls pero no son vistos. Sin embargo, si aparecen en la reunión de Cyrus. Su ropa es un chaleco negro y su logo es un círculo amarillo con rojo.
AlleyCats: Enemigos de los Boyle Avenue Runners, su logo es un gato negro furioso con ojos naranjas. Su territorio es Queens y se visten con ropa naranja y negra. Son vistos en la reunión de Cyrus.
Boyle Avenue Runners: Enemigos de los AlleyCats su zona esta en Queens y se visten con musculosas negras y chalecos grises encima. Son vistos en la reunión de Cyrus.
The Gladiators: Los gladiadores es otra banda de Brooklyn su territorio esta en las afueras de Sheepshead Bay y por eso son enemigos de los Satan Mothers. Son vistos en la reunión de Cyrus y en la película aparecen en la intro pero en el videojuego su secuencia es cambiada por una de los Punks. Su vestimenta es igual a la de los Boyle Avenue Runners excepto por el chaleco gris.

## Barrios
- Coney Island, Brooklyn: territorio de los Warriors.
- East Coney, Brooklyn: territorio de los Destroyers (hasta que son eliminados por los Warriors).
- Chinatown, Manhattan: territorio de los Savage Huns.
- SoHo, Manhattan: territorio de los Hi-Hats y de los Electric Eliminators.
- Harlem, Manhattan: barrio natal de Cochise, territorio de los Boppers y de los Judas Bunch.
- Riverside: territorio de los Baseball Furies.
- Spanish Harlem, Manhattan: territorio de los Hurricanes.
- Tremont, el Bronx: territorio de los Orphans.
- Gunhill, el Bronx: territorio de los Turnbull AC.
- Bensonhurst, Brooklyn: territorio de los Jones Street Boys y de los Saracens.
- Pelham Bay Park: territorio de los Van Corland Rangers. (Donde se realizó la reunión de Cyrus).
- Sheepshead Bay (Brooklyn): territorio de los Satans Mother's y de los Gladiators.
- Bowery (Manhattan): territorio de los Punks y las Lizzies.
- Pelham (el Bronx): territorio de los Moonrunners.
- Gramercy (el Bronx): territorio de los Riffs.
- Hell's Kitchen (Manhattan): territorio de los Rogues.
- Washington Heights (Manhattan): territorio de los Panzers.
- Gun Hill Road (El Bronx): territorio de los Gun Hill Dancers.
- Queens (Nueva York): territorio de los Boyle Avenue Runners.
- Queens (Nueva York): territorio de los Alley Cats.
- Amsterdam Street (El Bronx): territorio de los Amsterdam All-Stars.
- Manhattan: territorio de los Wizards.

## Banda sonora
De la película y el videojuego:
- «Theme From The Warriors» — Barry de Vorzon
- «Nowhere To Run» — Arnold McCuller
- «Echoes In My Mind» — Mandrill
- «The Fight» — Barry de Vorzon
- «In The City» — Joe Walsh
- «Love Is A Fire» — Genya Ravan
- «Baseball Furies Chase» — Barry de Vorzon
- «You're Movin' Too Slow» — Johnny Vastano
- «Last Of An Ancient Breed» — Desmond Child
- «Shake It» — Ian Matthews (solo en el videojuego)
- «Don't Hold Back — Chanson (solo en el videojuego)
- «Pueblo Latino» — Spanish Harlem Orchestra (solo en el videojuego)
- «Traigo de Todo» — Alberto Alberto (solo en el videojuego)
- «Remember» — Vivien Vee (solo en el videojuego)
- «Knock on Wood» — Amii Stewart (solo en el videojuego)
- «I Love Living In The City» — Fear (solo en el videojuego)
- «Here Comes That Sound Again» — Love De-Luxe (solo en el videojuego)
- «When You're In Love With a Beautiful Woman» — Dr. Hook (solo en el videojuego)